# David Monro

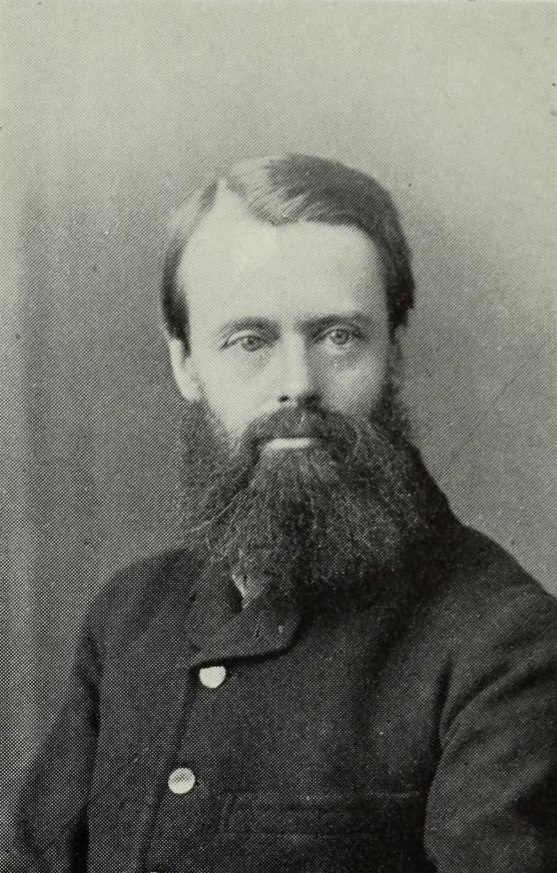
David Binning Monro

David Binning Monro (geboren am 16. November 1836 in Edinburgh; gestorben am 22. August 1905 in Heiden/Schweiz) war ein britischer Gräzist und Homerforscher, Provost des Oriel College in Oxford und Vice-Chancellor der Universität Oxford.

## Leben und Wirken
David Monro war ein Enkel von Alexander Monro III., in dritter Generation Professor für Anatomie an der Universität Edinburg. David Monro begann sein Studium an der Universität Glasgow, wo er sich unter dem Einfluss des Gräzisten Edmund Law Lushington (1811–1893) der Klassischen Altertumswissenschaft zuwandte. Im Jahr 1854 immatrikulierte er sich am Brasenose College in Oxford und wechselte noch im selben Jahr mit einem Stipendium der Snell Exhibition an das dortige Balliol College, an dem er bis 1859 verblieb. Im Jahr 1858 erlangte er dort den akademischen Grad eines Bachelor of Arts. Das Oxforder Oriel College wählte ihn im Jahr 1859 zum Fellow. Obwohl er im folgenden Jahr ins Lincoln’s Inn eintrat, wurde er zunächst Lecturer, dann Tutor am Oriel College, an dem er 1862 Master of Arts wurde. Als Tutor wirkte er bis 1873. Im Jahr 1873/1874 war er Lecturer für Geschichte am Lincoln College. Im Jahr 1882 wurde er Provost des Oriel College und hatte dieses Amt bis zu seinem Tod 1905 inne. Von 1901 bis 1904 war er zudem Vice-Chancellor der Universität Oxford.
Monro war ein vielseitig gebildeter Mensch, der über beträchtliche Kenntnisse in Musik, Malerei und Architektur verfügte. Seine bevorzugtes Studienobjekt war Homer, und seine 1891 in zweiter Auflage publizierte A Grammar of the Homeric Dialect begründete seinen Ruf als Autorität in diesem Bereich. Er gab die letzten zwölf Bücher der Odyssee heraus, die er um wertvolle Anhänge zur Zusammensetzung des Epos, seine Beziehung zur Ilias und den kyklischen Dichtern, zur Textgeschichte, den Dialekten und zum Haus bei Homer ergänzte. Darüber hinaus veröffentlichte er 1896 eine textkritische Ausgabe der Gedichte und Fragmente (Homeri opera et reliquiae). Zusammen mit Thomas William Allen gab er 1902 die Homeri opera für die Oxford Classical Texts heraus. Für den Schulgebrauch erarbeitete er eine Ausgabe der Ilias mit entsprechenden Anmerkungen. Für die 9. Auflage der Encyclopædia Britannica verfasste er den Artikel zu Homer. Einem anderen Gebiet antiker Kultur galt sein 1894 veröffentlichtes Buch The Modes of Ancient Greek Music. Wegen seiner Leistungen wählte ihn die 1902 gegründete British Academy im selben Jahr zu ihrem Mitglied.

## Veröffentlichungen (Auswahl)
- A Grammar of the Homeric Dialect. 1882. 2. Auflage: Clarendon Press, Oxford 1891 (Digitalisat).
- Homer: Iliad, Books I–XII, with an Introduction, a Brief Homeric Grammar, and Notes. 1884. 3., überarbeitete Auflage: Clarendon Press, Oxford 1890 (Digitalisat).
- Homer: Iliad, Books XIII–XXIV, with Notes. 1888. 4., überarbeitete Auflage: Clarendon Press, Oxford 1903 (Digitalisat).
- The Modes of Ancient Greek Music. Clarendon Press, Oxford 1894 (Digitalisat).